# غوتاسيكا
غوتاسيكا هيبلدية (كوميون) في مقاطعة كونيو في منطقة بيدمونت الإيطالية، وتقع على بعد حوالي 80 كيلومتر (50 ميل) جنوب شرق تورينو وحوالي 50 كيلومتر (31 ميل) شرق كونيو.
تقع غوتاسيكا على حدود البلديات التالية: كايرو مونتينوتي، كاميرانا، كاستيليتو أوزون، ديغو، مونيسيلو، برونيتتو، ساليتشيتو.